# Blaženik
Blaženik (blaženica; lat. beatus = blažen, „tko uživa najveću sreću“) je osoba koju je Katolička Crkva beatificirala tj. proglasila blaženom u strogom kanonskom postupku, nakon što su joj dokazane »junačke kreposti« i čudo po njezinu zagovoru. Časti se na području mjesne Crkve, iz koje je potjecao ili u kojoj je djelovao, te se za njega može pokrenuti i kanonizacija, postupak utvrđivanja svetosti. Ne časti se na razini opće Crkve, no može biti uvršten u kalendar mjesne Crkve.
Papa Ivan Pavao II. proglasio je najviše novih blaženika od svih papa, čak 1338, od kojih su dvoje Hrvata: bl. Ivan Merz i bl. Marija Petković. Ukupno je desetak Hrvata proglašeno blaženima, a za njih tridesetak vodi se postupak.  
Najmlađe osobe koje su proglašene blaženima su brat i sestra Francisco (11 godina) i Jacinta Marto (10 godina), koji su bili svjedoci ukazanja Gospe u Fatimi, zajedno s njihovom rođakinjom Lucijom dos Santos, koja je umrla u dubokoj starosti. Najmlađa osoba za koju se vodi postupak beatifikacije koji nije završio je Antonietta Meo, koja je u času smrti imala 6 godina. 

## Postupak
Da bi netko postao blaženikom, nakon njegove smrti detaljno se proučava njegov život, ispituju se svjedoci i proučavaju spisi o toj osobi, kako bi se utvrdilo, je li ta osoba uzorno i sveto živjela. Taj postupak vodi postulator, a sjedište postulature obično je na području gdje je ta osoba živjela. 
Prvi korak u postupku proglašenja blaženikom je proglašenje osobe slugom ili službenicom Božjom. Uz dokazivanje uzornog i svetog života, da bi se nekoga proglasilo blaženim, potrebno je dokazati jedno čudo, koje se dogodilo nekomu koji se molio tome slugi ili službenici Božjoj. Obično se radi o čudesnom ozdravljenju ili o čudesnom spašavanju iz smrtne opasnosti, koje se ne može objasniti kao rezultat liječenja ili uobičajenog slijeda događaja. Npr. čudo, potrebno za beatifikaciju Marije Petković bilo je spašavanje članova posade podmornice peruanske mornarice "Pacoca", koji su bili u smrtnoj opasnosti. Roger Cottrina, 42-godišnji poručnik zazivao je u pomoć Mariju Petković i uslišana mu je molba.
Vrijeme od proglašenja osobe slugom ili službenicom Božjom do završetka procesa i čina beatifikacije vrlo se razlikuje u pojedinim slučajevima. Traje od nekoliko godina do nekoliko stotina godina, a ponekad i ne dođe do beatifikacije. Svečanost beatifikacije vodi papa ili kardinal, kojeg papa imenuje, najčešće s područja nadbiskupije u kojoj je živio blaženik. Obično se svečanost proglašenja odvija na nadnevak koji je značajan u životu tog novog blaženika poput dana smrti, rođenja i sl. te se događa u mjestu odakle blaženik potječe ili na Trgu sv. Petra u Vatikanu.

## Poveznice
- Dodatak:Popis katoličkih blaženika